# Pegan
Pegan  je priimek več znanih Slovencev:

## Znani nosilci priimka
- Aljaž Pegan (*1974), telovadec
- Alojz Pegan (1912—1980), strojni stavec in pedagog
- Andrej Pegan (*1975), invalid, hodec, publicist
- Boris Pegan (1912—1977), zdravnik otorinolaringolog
- Borut Pegan, kartograf
- Efrem Marcel Pegan (*1932), arheolog, numizmatik, publicist
- Ernest Pegan (1864—1945),
- Franc Pegan (1897—1973), agronom, gospodarski organizator
- Jože Pegan (*1949), duhovnik, koprski stolni župnik itd.
- Katja Pegan (*1965), režiserka, gledališčnica
- Kristina Pegan Vičič, leksikografka
- Leander Pegan (st.), glasbenik, pozavnist SF, glasbeni pedagog, ustanovitelj 3-h ljubljanskih godb
- Leander Pegan (1939—2017), dirigent, glasbeni pedagog, godbenik (kapelnik)
- Maja Pegan (*1977), slikarka
- Matej Pegan (*1971), jadralec
- Martin Pegan, arhitekt
- Matjaž Pegan, arhitekt
- Milenko Pegan (1925—2005), fotograf
- Vanja Pegan (*1967), pisatelj, glasbenik, kitarist
- Vladislav Pegan (1878—1955), pravnik in politik
- Vladislav Pegan (1935—2008), zdravnik gastroenterolog in kirurg, predsednik zdravniške zbornice